# Tringa incana
El playero de Alaska (Tringa incana) anteriormente Heteroscelus  incanus, es una especie de ave caradriforme de la familia Scolopacidae. 
Durante el verano vive en Alaska y el noroeste de Canadá donde anida en zonas rocosas a lo largo de arroyos de montaña. El resto del año habita en las islas rocosas en el suroeste del Pacífico y en la costa rocosa del Pacífico a partir de California, pasando por Centroamérica, Sudamérica hasta Australia.